# Teto de preço
Um teto de preço é um controle de preços imposto pelo governo ou por um grupo, ou seja, um limite sobre o quão alto um preço pode ser cobrado por um produto, mercadoria ou serviço. Os governos utilizam tetos de preço para proteger os consumidores de condições que poderiam tornar as mercadorias proibitivamente caras. Tais condições podem ocorrer durante períodos de alta inflação, em caso de uma bolha de investimentos ou na hipótese de posse monopólio de um produto, todos os quais podem causar problemas se impostos por um longo período sem uma distribuição controlada, levando a escassez. Problemas adicionais podem ocorrer se um governo estabelecer tetos de preço irrealistas, causando falências empresariais, quedas na bolsa ou até crises econômicas. Por outro lado, os tetos de preço conferem ao governo o poder de impedir que corporações pratiquem abusos de preços ou definam preços que resultem em consequências negativas para a sociedade.
Embora os tetos de preço sejam frequentemente impostos pelos governos, também há tetos de preço implementados por organizações não governamentais, como empresas, por meio da prática de manutenção do preço de revenda. Com a manutenção do preço de revenda, um fabricante e seus distribuidores concordam que os distribuidores venderão o produto do fabricante a certos preços (manutenção do preço de revenda), a um teto de preço (manutenção máxima do preço de revenda) ou a um preço mínimo.

## Apoio
Isabella Weber e seus colegas defendem tetos de preço para combater a inflação dos vendedores.
Paul Krugman mudou de opinião e expressou interesse em adicionar tetos de preço ao conjunto de ferramentas para combater a inflação.

## Críticas

Efeitos sobre a formação de preços, quantidade e bem-estar de um teto de preço vinculante

Existe um substancial corpo de pesquisas demonstrando que, sob certas circunstâncias, tetos de preço podem, paradoxalmente, levar a preços mais elevados. A principal explicação é que os tetos de preço servem para coordenar a colusão entre fornecedores que, de outra forma, competiriam pelo preço. Mais precisamente, a formação de um cartel torna-se lucrativa ao permitir que empresas, que nominalmente competem, atuem como um monopólio, limitando quantidades e elevando os preços. No entanto, formar um cartel é difícil porque é necessário concordar quanto a quantidades e preços, além do fato de que cada empresa terá o incentivo de "trapacear" reduzindo os preços para vender mais do que o acordado. Leis antitruste tornam a colusão ainda mais difícil em razão das sanções legais. A intervenção de uma terceira parte, como um regulador, que anuncie e imponha um nível máximo de preço, pode facilitar que as empresas cheguem a um acordo sobre o preço e monitorem a precificação. O preço regulatório pode ser visto como um ponto focal, que é o natural a ser cobrado por ambas as partes.
Um artigo de pesquisa que documenta o fenômeno é o de Knittel e Stangel, que constatou que, nos Estados Unidos da década de 1980, os estados que fixaram um teto para a taxa de juros de 18 por cento apresentaram empresas cobrando uma taxa apenas ligeiramente inferior ao teto. Estados sem um teto para a taxa de juros apresentaram taxas significativamente mais baixas. Os autores não encontraram qualquer diferença nos custos que pudesse explicar o resultado.

## Exemplos

### Controle de aluguéis

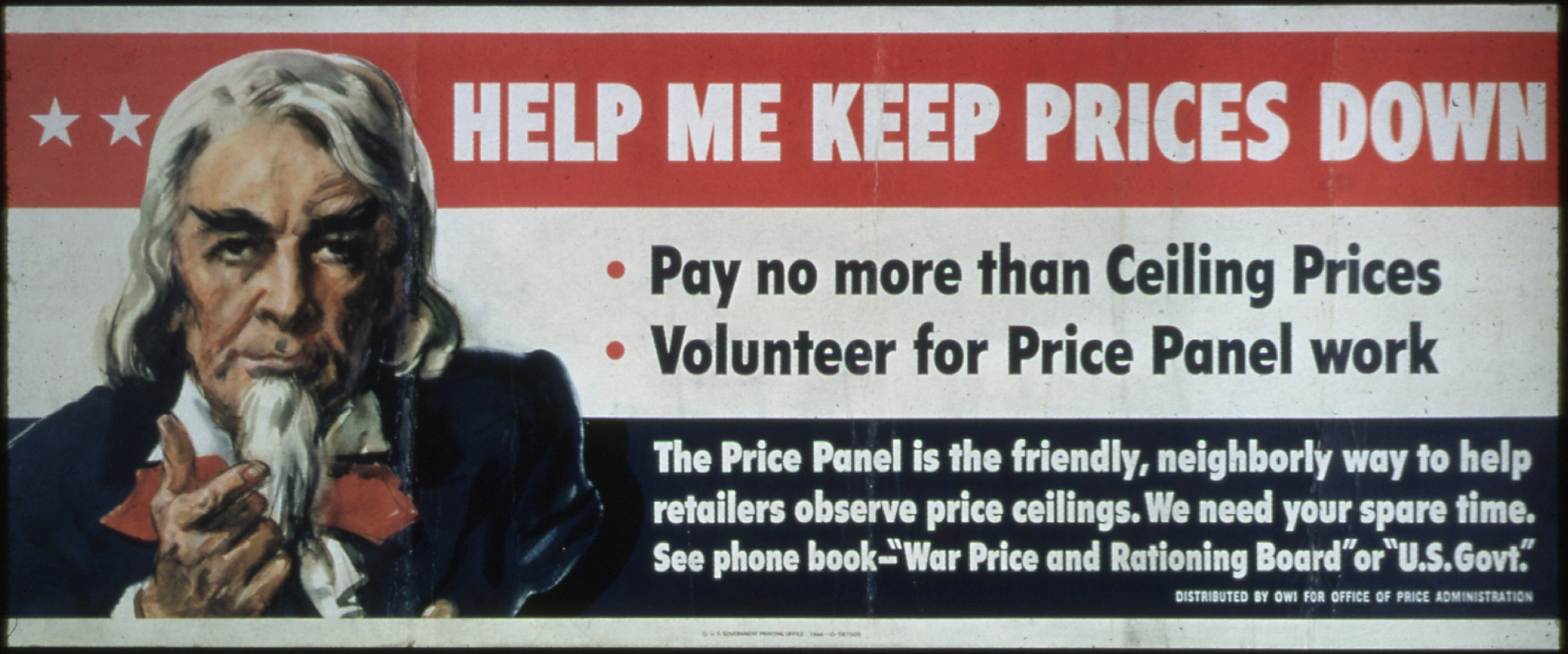
"Não pague mais do que o teto de preço", cartaz dos EUA durante a Segunda Guerra Mundial

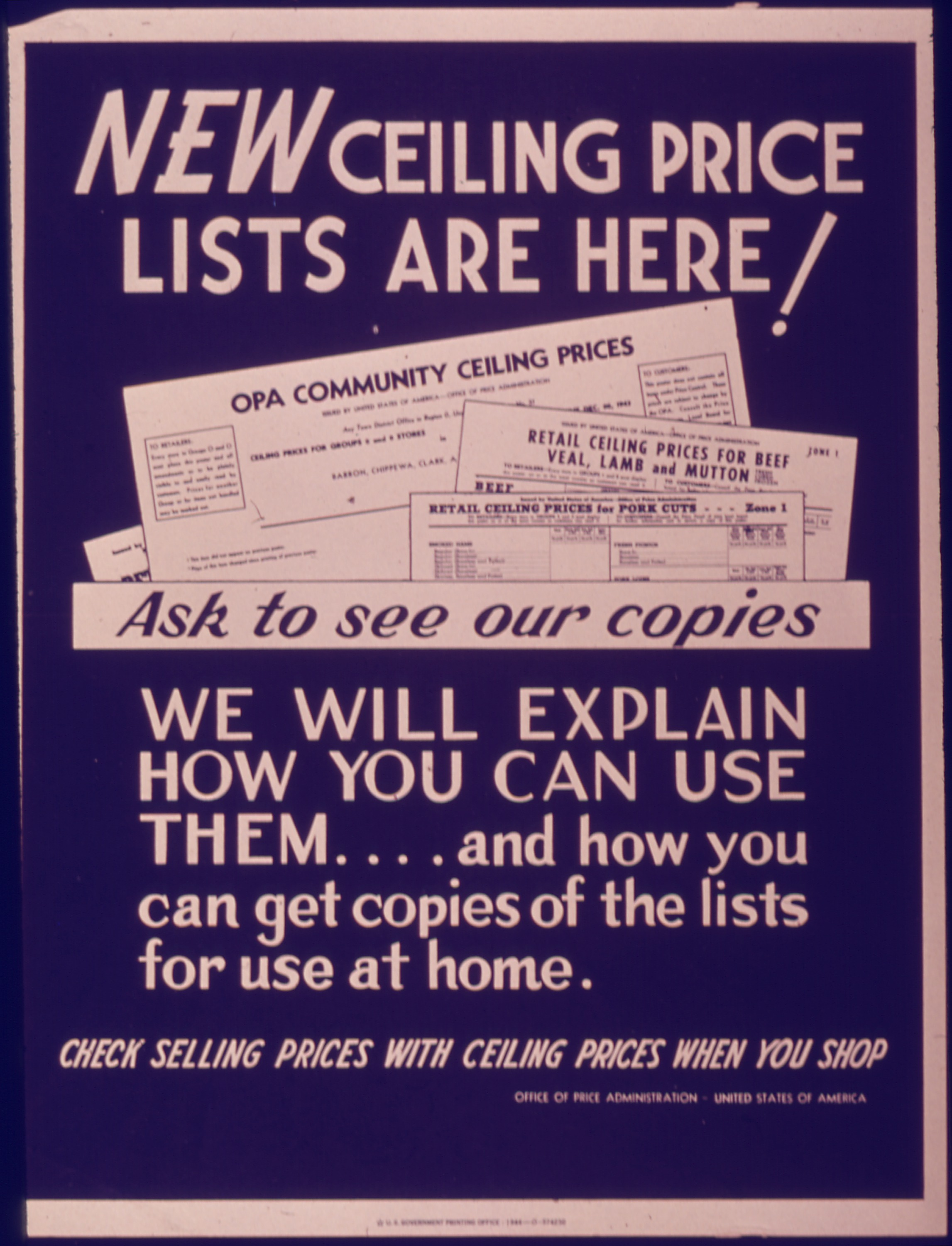
"Novas listas de tetos de preço estão aqui", do Escritório de Administração de Preços dos EUA durante a Segunda Guerra Mundial

Os controles de aluguéis foram instituídos nos EUA na década de 1940 pelo então presidente Franklin D. Roosevelt e seu recém-formado Escritório de Administração de Preços. O Escritório instituiu tetos de preço para uma ampla gama de mercadorias, incluindo controles de aluguéis que permitiram que os veteranos da Segunda Guerra Mundial e suas famílias tivessem condições de pagar por uma moradia. Seguindo as previsões dos modelos econômicos, essa política reduziu a oferta de imóveis para locação disponíveis aos veteranos. Ao mesmo tempo, houve um aumento na propriedade de casas e no número de residências à venda. Esse resultado pode ser explicado pelos proprietários que converteram seus imóveis para locação em imóveis para venda, devido à inviabilidade financeira dos mercados de aluguel e à falta de incentivo para que destruíssem ou deixassem seus imóveis vagos.

### Controle de preços de apartamentos na Finlândia
Segundo os professores Niko Määttänen e Ari Hyytinen, os tetos de preço para apartamentos da cidade de Helsinque do sistema Hitas são economicamente altamente ineficientes. Eles provocam filas e discriminam pessoas com deficiência, pais solteiros, idosos e outros que não conseguem esperar por dias. Ademais, causam uma alocação ineficiente, já que os apartamentos não são adquiridos por aqueles dispostos a pagar mais por eles. Além disso, os beneficiários dos apartamentos não se dispõem a deixá-los, mesmo quando sua situação familiar ou profissional muda, pois podem não conseguir vendê-los pelo preço que julgam de mercado. Tais ineficiências aumentam a escassez de apartamentos e elevam o preço de mercado de outros imóveis.

### "Lei Coulter" no futebol australiano
Tetos salariais uniformes foram introduzidos no futebol australiano para combater a competição desigual entre jogadores. Na Liga Vitoriana de Futebol (VFL), um equilíbrio competitivo em declínio seguiu uma expansão de 1925 que afetou clubes como Footscray, Hawthorn e North Melbourne. Os efeitos sobre os clubes financeiramente mais fracos foram agravados em 1929 pelo início da Grande Depressão. Em 1930, um novo sistema de teto, formulado pelo administrador do VFL George Coulter, estipulou que jogadores individuais deveriam receber no máximo 3 libras australianas (aproximadamente 243 dólares australianos em 2017) por uma partida regular de ida e volta, que deveriam ser pagos mesmo em caso de lesão, que poderiam receber no máximo 12 libras australianas (aproximadamente 975 dólares australianos em 2017) por uma partida final, e que os salários não poderiam ser complementados com outros bônus ou pagamentos em parcela única. A "lei Coulter", como passou a ser conhecida, permaneceu como um teto de preço estritamente vinculante ao longo de sua história.
Durante seus primeiros anos, a lei Coulter afetou negativamente apenas uma minoria de jogadores, como estrelas e atletas de clubes mais ricos. Esses indivíduos experimentaram, de fato, uma drástica redução salarial. Por exemplo, a partir de 1931, o pagamento teto de 3 libras por jogo ficou abaixo do award wage. Enquanto jogadores dos clubes mais bem-sucedidos da época, como o Richmond, recebiam salários médios significativamente mais altos, os clubes que enfrentavam dificuldades financeiras frequentemente não conseguiam cumprir o teto estipulado pela lei Coulter. Clubes com uma longa tradição de ethos esportivo amador tornaram-se significativamente mais competitivos sob a lei Coulter, como o Melbourne, que há muito tempo atraía e retinha jogadores por meio de incentivos indiretos ou não financeiros (como oferecer empregos não relacionados ao futebol). A lei Coulter levou, pelo menos, uma estrela do VFL dos anos 1930, Ron Todd, a se transferir para a rival Associação de Futebol Vitoriana, por estar insatisfeito com o pagamento máximo que podia receber na Collingwood.
Como resultado da Segunda Guerra Mundial, o salário para uma partida regular foi reduzido à metade (para £1 e 10 xelins) nas temporadas de 1942–45. Após a guerra, os tetos foram modificados várias vezes de acordo com a inflação. Durante a década de 1950, a "lei Coulter" também foi responsabilizada por encurtar as carreiras de jogadores estrelas, como John Coleman e Brian Gleeson, pois eles e seus clubes não conseguiam arcar com cirurgias privadas necessárias para que os atletas continuassem suas carreiras. A lei Coulter foi abolida em 1968. No entanto, em 1987, um teto salarial em nível de clube foi introduzido pelo VFL e tem sido mantido por seu sucessor, a Liga de Futebol Australiano (AFL).

### Seguro residencial
Em 4 de fevereiro de 2009, um artigo do Wall Street Journal afirmava: "No mês passado, a State Farm cortou suas 1,2 milhões de apólices de seguro residencial na Flórida, citando os severos controles de preços do estado.... A subsidiária local da State Farm solicitou recentemente um aumento de 47%, mas os reguladores estaduais se recusaram. A State Farm afirmou que, desde 2000, tinha pago 1,21 dólares em indenizações e despesas para cada dólar de receita de prêmios recebida."

### Venezuela
Em 10 de janeiro de 2006, um artigo da BBC relatou que, desde 2003, o presidente da Venezuela, Hugo Chávez, vinha estabelecendo tetos de preço para alimentos e que tais tetos haviam causado escassez e acúmulo. Um artigo de 22 de janeiro de 2008 da Associated Press afirmou: "As tropas venezuelanas estão reprimindo o contrabando de alimentos... a Guarda Nacional apreendeu cerca de 750 toneladas de alimentos.... Hugo Chávez ordenou que os militares impedissem as pessoas de contrabandear itens escassos, como leite.... Ele também ameaçou apreender fazendas e plantas de processamento de leite...." Em 28 de fevereiro de 2009, Chávez ordenou que os militares assumissem temporariamente o controle de todas as usinas de processamento de arroz do país e as forçassem a operar em plena capacidade. Ele alegou que essas instalações vinham evitando fazê-lo em resposta aos tetos de preço.
Em 3 de janeiro de 2007, um artigo do International Herald Tribune relatou que os tetos de preço de Chávez estavam causando escassez de materiais utilizados na indústria da construção. De acordo com um artigo de 4 de abril de 2008 da CBS News, Chávez ordenou a nacionalização da indústria de cimento, que vinha exportando seus produtos para obter preços mais altos fora do país.

### Teto tarifário padrão de energia do Reino Unido
A Lei de Gás e Eletricidade Doméstica (Teto Tarifário) de 2018 (c. 21) introduziu um teto tarifário padrão para energia na Inglaterra, País de Gales e Escócia como parte da política energética do Reino Unido, para salvaguardar os 11 milhões de domicílios que utilizam tarifas variáveis padrão.

### Açúcar no Paquistão
Outro exemplo é um artigo de Sen et al. que constatou que os preços da gasolina eram mais altos em estados que instituíram tetos de preço. Outro exemplo é a decisão do Supremo Tribunal do Paquistão referente à fixação de um teto de preço para o açúcar em 45 rupias paquistanesas por quilograma. O açúcar desapareceu do mercado devido a um cartel de produtores e à incapacidade do governo paquistanês de manter o abastecimento, mesmo nas lojas de sua propriedade. O açúcar importado necessitava de tempo para chegar ao país e só podia ser vendido à taxa fixada pelo Supremo Tribunal do Paquistão. Eventualmente, o governo entrou com uma petição de revisão no Supremo Tribunal e obteve a revogação da decisão anterior do tribunal máximo. O equilíbrio de mercado foi alcançado entre 55 e 60 rupias por quilograma.[carece de fontes?]